# Gorge de Burrington
Pour les articles homonymes, voir Burrington.
La combe de Burrington est une gorge formée dans le calcaire du versant septentrional des collines de Mendip, au Somerset dans le Sud-Ouest de l'Angleterre, au Royaume-Uni. Elle est située près du village de Burrington. Elle fait partie de la zone classée Area of Outstanding Natural Beauty.
Elle abrite plusieurs grottes qui ont été occupées par l'homme il y a 10 000 ans. Un fort a été construit en marge de la combe au cours de l'âge du fer.
Selon la légende, le religieux et poète Augustus Montague Toplady a été inspiré pour écrire les paroles de l'hymne chrétienne Rock of Ages, par des rochers où il est supposé s'être abrité dans la combe de Burrington au cours d'un orage en 1763. Une plaque métallique commémore l'événement,.